# بو هامبتون
بو هامبتون (بالإنجليزية: Bo Hampton)‏ هو فنان أمريكي، ولد في 1954.